# 弗羅倫汀
弗羅倫汀（希伯來語：פלורנטין）是以色列城市特拉維夫南部的一個街區，得名於希臘猶太人所羅門·弗羅倫汀（他在1920年代購買了這一帶的土地）。雅法－耶路撒冷鐵路的開通帶動了這一地區的發展。
和特拉維夫南部的眾多地區類似，弗羅倫汀的大多數居民最初是來自北非、保加利亞、土耳其、希臘和布哈拉的貧困塞法迪猶太人。該地區長期飽受都市衰退和貧困困擾。1960年代時，由於最初的居民遷出，該地區從勞工階級地區淪為貧民窟。然而從1990年代和2000年代開始，因其低廉的房租，該地區吸引了眾多年輕居民和藝術家。弗羅倫汀亦因此和波希米亞主義生活風格掛鉤。現在弗羅倫汀有眾多藝術家工作室、咖啡、餐廳、市場和塗鴉。該地區亦是一個工業區和服飾產業區，猶太和阿拉伯商人均在這裡買賣服裝和家具。

## 歷史

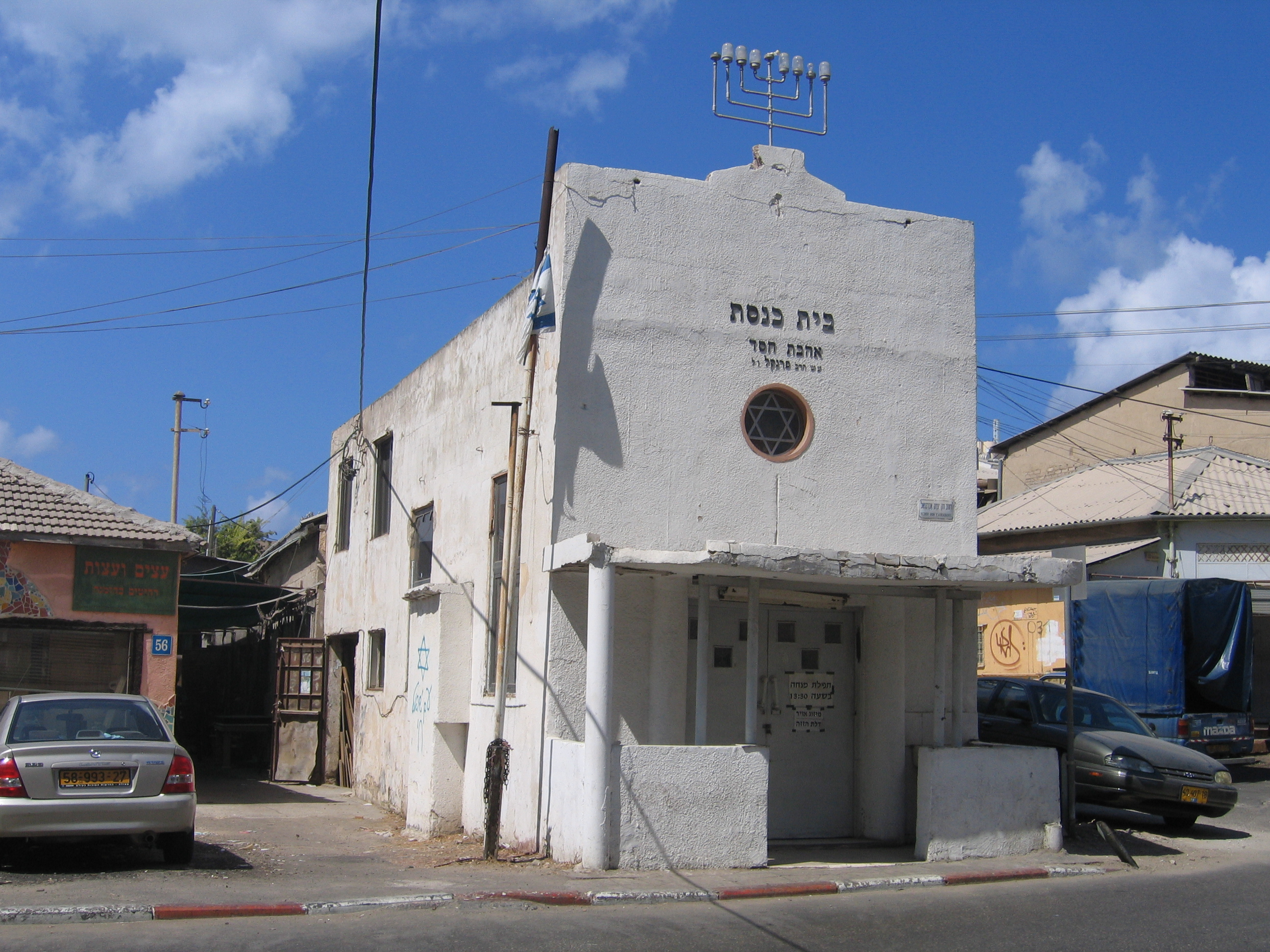
弗羅倫汀的猶太會堂

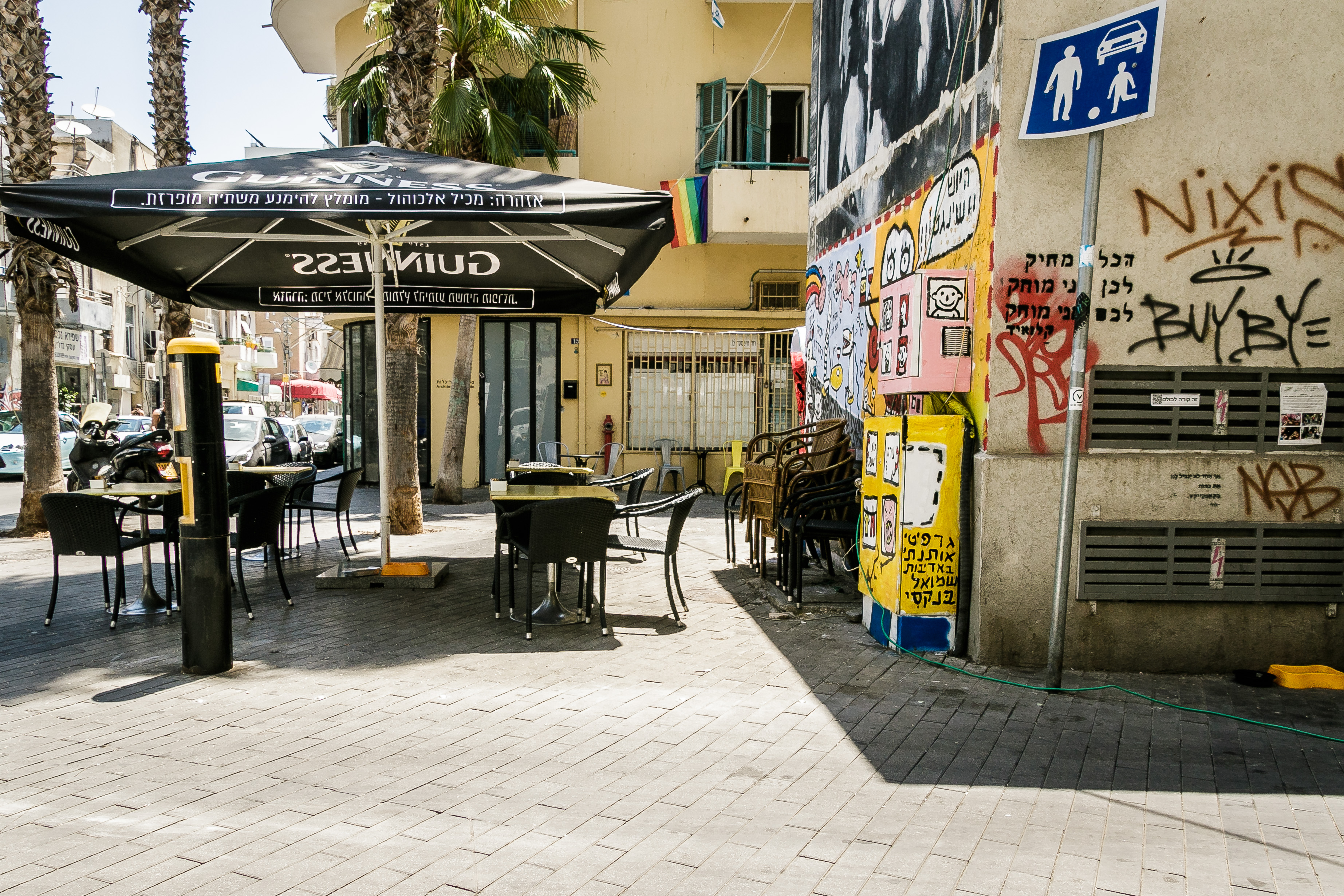
弗羅倫汀的咖啡廳和塗鴉

1920年代，弗羅倫汀被薩洛尼卡-巴勒斯坦投資公司購買。這家公司於1921年由薩洛尼卡的猶太人成立，旨在發展和巴勒斯坦的猶太人定居地的商業關係。第一次世界大戰後，由於1917年塞薩洛尼基大火的影響，當地猶太人街區被毀。12,000棟房屋被燒毀，超過70,000人無家可歸。1924年，薩洛尼卡-巴勒斯坦投資公司派出特使前往巴勒斯坦，在雅法靠近雅法-耶路撒冷鐵路的地區購買土地。但受制於複雜的奧斯曼帝國土地使用法，這一地區直到1933年後才得以開始建設。
弗羅倫汀最初的人口大部分是來自北非、保加利亞、土耳其和布哈拉的猶太人移民。該地區長期是一個低收入街區。1960年代時，該地區已從勞工階級街區淪為貧民窟。最初的居民紛紛遷出，該地區成為特拉維夫最貧困的居民和非法工人（大多來自加沙）的街區。
1990年代時，弗羅倫汀的眾多建築已被半廢棄。但是自1990年代和2000年代開始，由於低廉的租金吸引許多藝術家工作室的開張，該地區受到藝術家和波希米亞主義者的喜愛。2010年代時，弗羅倫汀有眾多咖啡廳、酒吧和塗鴉。

## 經濟
1933年，雅法市政府允許這一地區在新住宅樓的底層開設商店和輕工業，為當時的巴勒斯坦猶太人移民提供收入源。現在的弗羅倫汀融合了工業區、服裝區、市場和外籍勞工求職區的特色。特拉維夫市政府在1990年代開始的都市更新規劃令這一地區得到復興，成為一個受歡迎的夜生活熱點。

## 藝術
弗羅倫汀以其充滿活力的本地藝術而著稱。隨著波希米亞社群和藝術家工作室在1990年代時開始興盛，該地區的車庫和廢棄的建築吸引了眾多藝術家，而廢棄的建築牆壁成為壁畫的畫布
。弗羅倫汀經常具有強烈的政治色彩。不同政治團體之間的衝突亦體現在塗鴉上。

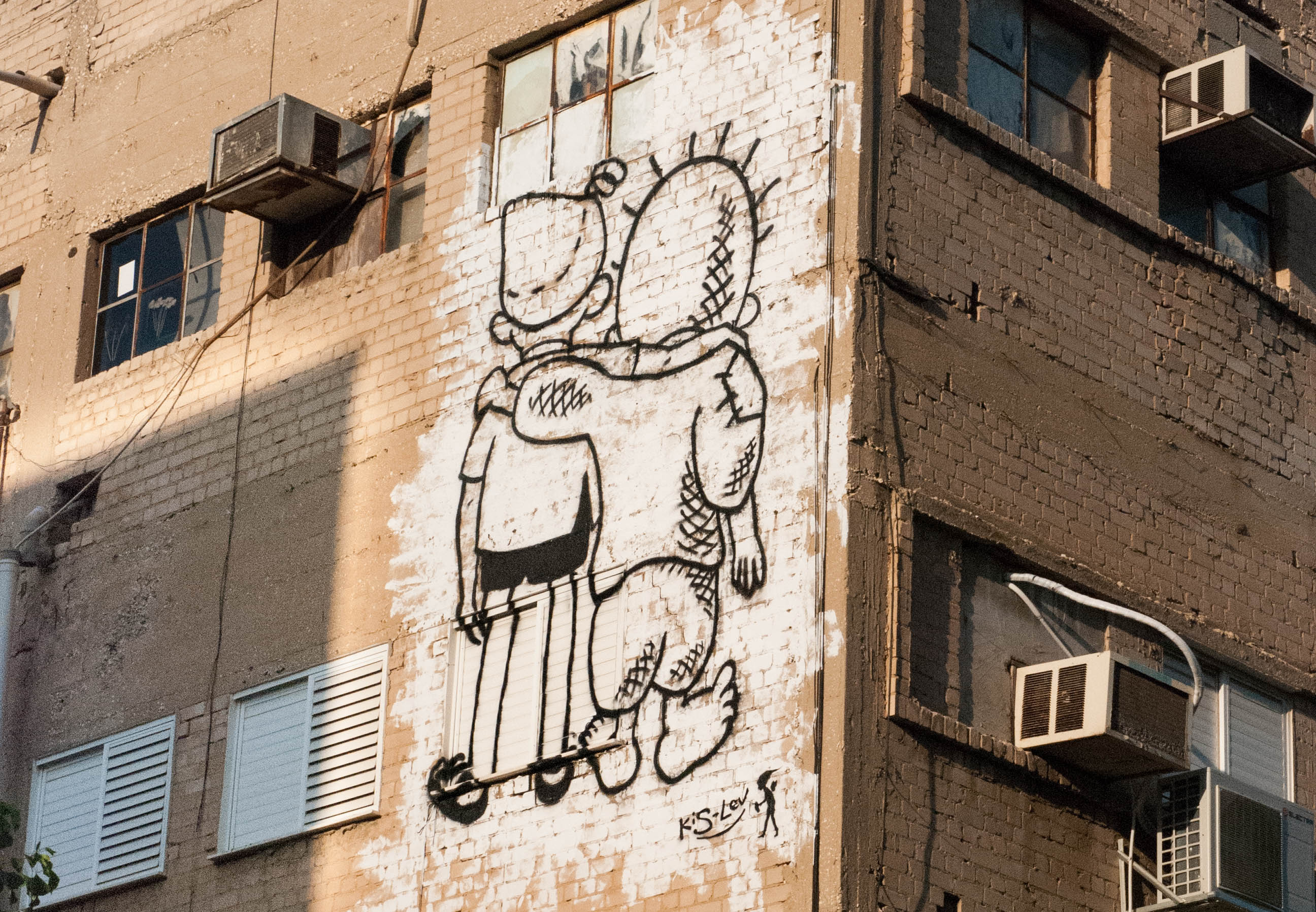
弗羅倫汀街頭的和平主義塗鴉

大多數塗鴉以文字為主，內容包括希伯來文詩句、宗教信息及不同藝術家之間的對話。有部分當地居民反對塗鴉，並擔心隨著該地區的主流化，塗鴉品質將下降。眾多街頭藝術家和許多勞工階級將弗羅倫汀視為他們的家。